# جعفر كاشاني
جعفر كاشاني (بالفارسية: جعفر کاشانی)، من مواليد 21 مارس 1944م، وهو لاعب كرة قدم إيراني معتزل، لعب مع نادي شاهين الإيراني ونادي برسبوليس لكرة القدم، كما شارك مع منتخب بلاده في دورة الألعاب الصيفية الأولمبية سنة 1972م.

## مصدر
1. ↑  "Iran and Persepolis football great Kashani dies" (بالإنجليزية).
2. ↑  Olympedia (بالإنجليزية), 2006, QID:Q95606922
3. ↑  صدر، حمیدرضا. پسری روی سکوها. تهران: نشر زاوش، 1392.

## روابط خارجية
- جعفر كاشاني على موقع الاتحاد الدولي (مؤرشف)  (الإنجليزية)
- جعفر كاشاني على موقع قاعدة بيانات كرة القدم.إي يو (الإنجليزية)
- جعفر كاشاني على موقع ناشيونال فوتبول تيمز (الإنجليزية)
- جعفر كاشاني على موقع أوليمبيديا (الإنجليزية)

## وصلة خارجية
- كاشاني في صفحة الرسمية للاتحاد الدولي لكرة القدم "الفيفا"